# Rhesalides nigeriensis
Rhesalides nigeriensis là một loài bướm đêm trong họ Erebidae.